# Stephan II van Kroatië
Stefan II van Kroatië (overleden 1091) (Latijn: Stefanus, Kroatisch: Stjepan) was van 1089 tot aan zijn dood koning van het middeleeuwse Kroatische koninkrijk.

## Levensloop
Na de dood van Dmitar Zvonimir braken er in het land gevechten uit om de opvolging van de Kroatische troon. Omdat de prinsen het niet eens konden worden, kwamen ze uiteindelijk overeen om de laatste afstammeling van de Kroatische koningen op te zoeken en hem te vragen koning te worden. Deze afstammeling was Stjepan, de neef van wijlen koning Petar Krešimir, die zich 15 jaar eerder om gezondheidsredenen had teruggetrokken in het klooster van Sveti Stjepan bij Split. Hij werd in 1089 uit het klooster gehaald en op de troon geplaatst om een einde te maken aan de machtsstrijd en het land te pacificeren. Als koning droeg hij de naam Stjepan II. Het klooster speelde tot in de 15e eeuw een belangrijke rol in de geschiedenis van de stad Split en in de kerkgeschiedenis daar. Al tijdens de Normandische invasie in 1075 waren de muren van het klooster versterkt en was de kruin van de muur voorzien van kantelen. Stjepan wordt beschouwd als de zoon van "Častimir", waarschijnlijk een zwager van koning Petar Krešimir IV. Er wordt gezegd dat Petar Kresimir geen broers of zonen had en zijn neef al tijdens zijn leven had benoemd tot zijn co-regent en opvolger met de titel dux in het Latijn, knez in het Kroatisch. Maar na zijn dood en vanwege de ziekte van Stjepan werd Dmitar Zvonimir eerst tot koning benoemd en met de steun van de paus gekroond. Hij was de laatste vertegenwoordiger van de Trpimirović-dynastie.
In zijn aantekeningen uit 1078 schreef hij:
| Ik, Stjepan, voorheen de stralende prins van de Kroaten van Herzegovina, getekend door een ernstige ziekte, riep de koninklijke geestelijkheid op om een medicijn voor mijn zonden te vinden. Op hun advies ging ik naar het klooster van St. Stjepan. Hier deed ik afstand van al mijn waardigheden, koos de crypte voor mijn begrafenis en beval de abt aan mij in zijn gebeden te vermelden. |

Terwijl zijn voorganger tot koning was gekozen, werd Stefanus II zonder problemen tot koning geïnstalleerd, omdat hij een erfelijk recht op de kroon had. Hij werd door de prinsen erkend als koning en de rust keerde terug. Hij regeerde slechts twee jaar en werd beschouwd als een nuchtere en vastberaden heerser. Omdat hij ook een vroom man was, steunde hij vooral het klooster van Sveti Stjepan, dat hem lange tijd had ontvangen. Hij schonk zijn koninklijk landgoed in Radonji aan de abt van het klooster.
Direct na zijn dood was er opnieuw grote onrust. Elena de Schone, de vrouw van zijn voorganger Zvonimir, slaagde erin haar broer, de Hongaarse koning Ladislaus, de macht te laten grijpen in het noorden van Kroatië en stelde zijn neef Koloman in staat om in 1102 Kroatisch koning te worden. Vanuit het zuiden probeerde 
Petar Svačić de macht te grijpen in Kroatië. Deze onrust leidde tot de "Slag bij de berg Gvozd" 1097.